# Italia sacra
Italia sacra (titolo completo: Italia sacra sive De episcopis Italiae et insularum adiacentium, rebusque ab iis praeclare gestis, deducta serie ad nostram usque aetatem) è stata la prima storia completa delle diocesi italiane. Scritta interamente in latino, fu pubblicata dall'abate Ferdinando Ughelli a Roma in nove volumi dal 1642 al 1662. L'opera è «un monumento di erudizione, densa di documenti (agiografici, epigrafici, diplomatici, con riproduzione di sigilli e iscrizioni).» Fedele ai documenti consultati, Ughelli avvisa nell'introduzione generale che li citerà riportando «ipsissima verba, tametsi plerumque barbara, ac prope ridicula», adottando un nuovo approccio alle fonti, certamente influenzato dall'insegnamento della scuola maurina.
L'Italia sacra fu il modello della Gallia christiana dei Samarthani e della Germania sacra di Martin Gerbert.

## Descrizione
L'Italia sacra contiene la serie completa dei vescovi delle diocesi italiane, con notizie biografiche, cenni storici e documenti inediti. Fu pubblicata a Roma in nove volumi dal 1642 al 1662, più tardi condensata da Ambrogio Lucenti (Italia Sacra F. Ughelli restricta et aucta Roma, 1704) e pubblicata nuovamente con correzioni e ampliamenti da Nicola Coleti (Venezia, 1717-1722), che vi aggiunse un decimo volume. Come lo stesso Ughelli ci dice, la sua fu una fatica più che decennale:
(Ferdinando Ughelli, Italia sacra, Praefatio)
Nel compilare questo lavoro, Ughelli ebbe spesso a che fare con questioni non trattate in precedenza da altri storici; di conseguenza, a causa delle imperfezioni della scienza storica al suo tempo, soprattutto dal punto di vista della critica e della diplomatica, l'Italia sacra contiene gravi errori, soprattutto perché l'autore fu più interessato a raccogliere che a vagliare i documenti. Tuttavia il suo lavoro, pur con le sue imperfezioni, è stato un supporto indispensabile per tutti gli storici successivi e rimane ancor oggi fondamentale per chiunque si occupi della storia della chiesa italiana.
L'opera di Ughelli fu il prototipo di una serie di opere analoghe pubblicate nel resto d'Europa: sul modello dell'Italia sacra il cardinale Giulio Mazzarino suggerì ai fratelli Pierre e Louis de Sainte-Marthe di compilare la Gallia christiana, edita nel 1656. Ancora agli inizi del XX secolo, nel 1911, Eduard Fueter poteva scrivere: «Che non si sia scritta, ad imitazione della Gallia Christiana e dell'Italia sacra, anche una Germania sacra (come ce n'era stata l'intenzione già nel XVIII sec. [...]) è una deficienza di cui ancor oggi soffrono gli studi dedicati al medio evo tedesco.». «Un giudizio autorevole ed eloquente che dà bene, in retrospettiva, il senso dell'importanza dell'opera dell'Ughelli, nonostante le vistose deficienze e gli errori che le ricerche posteriori vi hanno riscontrato.»

## Volumi
Prima edizione
- (LA) Ferdinando Ughelli, Italia sacra, vol. 1, Romae, apud Bernardinum Tanum, 1644. URL consultato il 22 maggio 2019.
- (LA) Ferdinando Ughelli, Italia sacra, vol. 2, Romae, apud Bernardinum Tanum, 1647. URL consultato il 22 maggio 2019.
- (LA) Ferdinando Ughelli, Italia sacra, vol. 3, Romae, apud Bernardinum Tanum, 1647. URL consultato il 22 maggio 2019.
- (LA) Ferdinando Ughelli, Italia sacra, vol. 4, Romae, Sumptibus Blasij Deversin, & Zenobij Masotti, 1652. URL consultato il 22 maggio 2019.
- (LA) Ferdinando Ughelli, Italia sacra, vol. 5, Romae, Sumptibus Blasij Deversin, & Zenobij Masotti, 1653. URL consultato il 22 maggio 2019.
- (LA) Ferdinando Ughelli, Italia sacra, vol. 6, Romae, Ex Typographia Reuerendae Camerae Apostolicae, 1659. URL consultato il 22 maggio 2019.
- (LA) Ferdinando Ughelli, Italia sacra, vol. 7, Romae, Sumptibus Blasij Deversin, & Zenobij Masotti, 1659. URL consultato il 22 maggio 2019.
- (LA) Ferdinando Ughelli, Italia sacra, vol. 8, Romae, Sumptibus Blasij Deversin, & Zenobij Masotti, 1662. URL consultato il 22 maggio 2019.
- (LA) Ferdinando Ughelli, Italia sacra, vol. 9, Romae, Sumptibus Blasij Deversin, & Zenobij Masotti, 1662. URL consultato il 22 maggio 2019.

Seconda edizione (commento di N. Coleti)
- (LA) Ferdinando Ughelli, Italia sacra, vol. 1, Venetiis, Apud Sebastianum Coleti, 1717. URL consultato il 22 maggio 2019.
- (LA) Ferdinando Ughelli, Italia sacra, vol. 2, Venetiis, Apud Sebastianum Coleti, 1717. URL consultato il 22 maggio 2019.
- (LA) Ferdinando Ughelli, Italia sacra, vol. 3, Venetiis, Apud Sebastianum Coleti, 1718. URL consultato il 22 maggio 2019.
- (LA) Ferdinando Ughelli, Italia sacra, vol. 4, Venetiis, Apud Sebastianum Coleti, 1719. URL consultato il 22 maggio 2019.
- (LA) Ferdinando Ughelli, Italia sacra, vol. 5, Venetiis, Apud Sebastianum Coleti, 1720. URL consultato il 22 maggio 2019.
- (LA) Ferdinando Ughelli, Italia sacra, vol. 6, Venetiis, Apud Sebastianum Coleti, 1720. URL consultato il 22 maggio 2019.
- (LA) Ferdinando Ughelli, Italia sacra, vol. 7, Venetiis, Apud Sebastianum Coleti, 1721. URL consultato il 22 maggio 2019.
- (LA) Ferdinando Ughelli, Italia sacra, vol. 8, Venetiis, Apud Sebastianum Coleti, 1721. URL consultato il 22 maggio 2019.
- (LA) Ferdinando Ughelli, Italia sacra, vol. 9, Venetiis, Apud Sebastianum Coleti, 1721. URL consultato il 22 maggio 2019.
- (LA) Ferdinando Ughelli, Italia sacra, vol. 10, Venetiis, Apud Sebastianum Coleti, 1722. URL consultato il 22 maggio 2019.